# Nana Mizuki Live Rainbow at Budokan
NANA MIZUKI LIVE RAINBOW at BUDOUKAN – trzecie DVD koncertowe japońskiej piosenkarki Nany Mizuki, wydane 6 kwietnia 2005. Nagrania z pierwszego dysku pochodzą z jej ósmej trasy koncertowej NANA MIZUKI LIVE RAINBOW 2004-2005. Nagrania z drugiego dysku pochodzą z jej letniej trasy NANA MIZUKI LIVE SPARK 2004 〜summer〜. Album osiągnął 17 pozycję w rankingu Oricon.

## Lista utworów

### DISC-1
| Nr  | Tytuł                                                          |
| --- | -------------------------------------------------------------- |
| 1.  | "OPENING"                                                      |
| 2.  | "JET PARK"                                                     |
| 3.  | "still in the groove"                                          |
| 4.  | "FAKE ANGEL"                                                   |
| 5.  | "New Sensation"                                                |
| 6.  | "MC 1"                                                         |
| 7.  | "The place of happiness"                                       |
| 8.  | "Daisuki kimi e" (jap. 大好きな君へ)                           |
| 9.  | "Panorama -Panorama-" (jap. パノラマ-Panorama-)                |
| 10. | "JUMP!"                                                        |
| 11. | "MC 2"                                                         |
| 12. | "Anone ~mamimume☆mogacho~" (jap. アノネ 〜まみむめ☆もがちょ〜) |
| 13. | "Open Your Heart"                                              |
| 14. | "innocent starter"                                             |
| 15. | "Tears'Night"                                                  |
| 16. | "Independent Love Song"                                        |
| 17. | "Brilliant Star"                                               |
| 18. | "It's in the bag"                                              |
| 19. | "Take a shot"                                                  |
| 20. | "POWER GATE"                                                   |
| 21. | "TRANSMIGRATION"                                               |
| 22. | "MC 3"                                                         |
| 23. | "Ano hi yumemita negai" (jap. あの日夢見た願い)                |
| 24. |                                                                |
| 25. | "MC 4"                                                         |
| 26. | "Miracle☆Flight" (jap. ミラクル☆フライト)                      |
| 27. | "MC5 Omoi" (jap. MC 5〜想い)(a cappella)                       |
| 28. | "end roll"                                                     |

### DISC-2
| 1. NANA MIZUKI LIVE SPARK 2004 〜summer〜 TOUR DOCUMENT |                                                                         |
| Nr                                                      | Tytuł                                                                   |
| 1.                                                      | "Rehearsal" (jap. リハーサル Rihāsaru)                                  |
| 2.                                                      | "sudenly ~Meguraete~" (jap. suddenly 〜巡り合えて〜)                    |
| 3.                                                      | "Love's Wonderland"                                                     |
| 4.                                                      | "Suichū no aozora ~ Hmawari" (jap. 水中の青空～ひまわり)                |
| 5.                                                      | "climb up"                                                              |
| 6.                                                      | "Soredemo kimi o omoi dasu kara" (jap. それでも君を想い出すから-again-) |
| 7.                                                      | "Private Emotion～New Frontier"                                         |
| 8.                                                      | "in a fix"                                                              |
| 9.                                                      | "Panorama -Panorama-" (jap. パノラマ-Panorama-)                         |
| 10.                                                     | "Heartbeat"                                                             |
| 11.                                                     | "cherish"                                                               |
| 12.                                                     | "What cheer?"                                                           |
| 2. ROAD TO BUDOKAN                                      |                                                                         |